# 라 토르투가섬

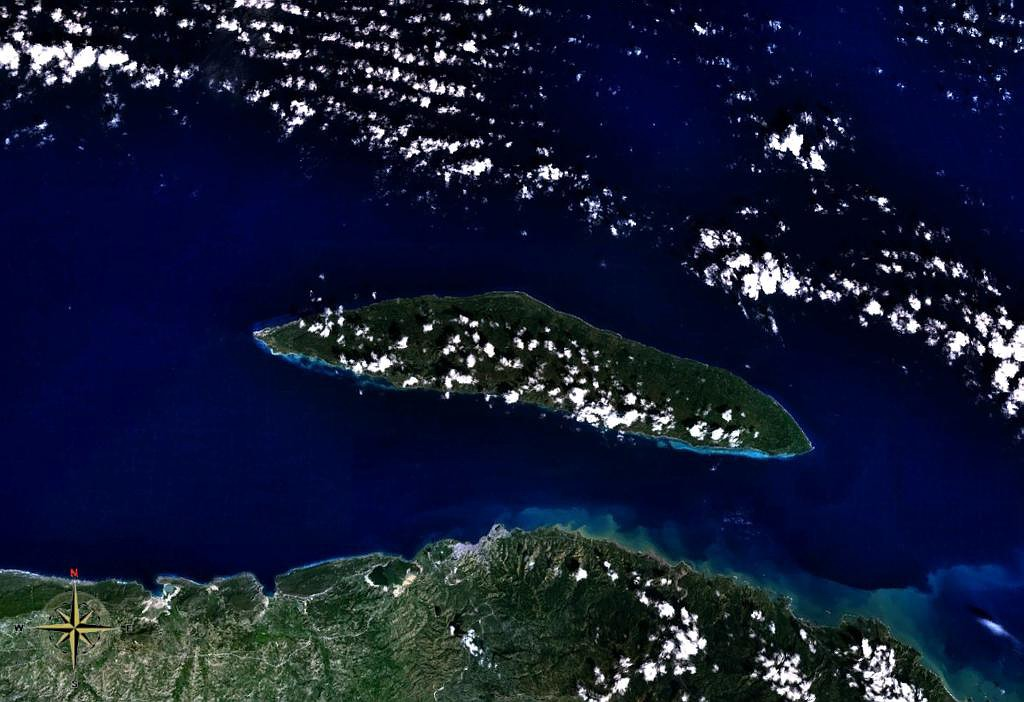

라 토르투가섬(La Tortuga, 스페인어: Isla La Tortuga)은 베네수엘라 정부 속령의 사람이 살지 않는 섬이다.

## 역사
1499년 알론소 데 오헤다(Alonso de ojeda)에 의해 발견되었다. 아메리고 베스푸치와 함께한, 그의 두 번째 여행에서, 섬에 막대한 거북의 존재 때문에 아베리고 베스푸치에 의해 La isla La Tortuga로 이름지어졌다.
비록 카리브해에 있는 해적 문학으로 유명한, 아이티 근처 토르투가 (Tortuga,Île de la Tortue)와 혼동되기는 하나, 라 투르투가 섬도 17세기에 해적의 은신처로 이용되곤했다. 해적 헨리 모건은 이 섬에서 베네수엘라 해변에 그의 유명한 침략의 몇가지를 준비했었다.
섬은 1550년대로서 섬의 동쪽에 염전을 개발했었던 네덜란드인에 의해 거주가 시작되었다. 그들은 쿠마나 (Cumaná) 주지사가 그들의 시설을 파괴하고 염전을 범람시켰었을 때인 1631년 명확히 방출되었다.
그 때 섬이 영구적인 인구를 갖지 않도록 한 이래로 그곳의 위치와 형태는 손을 닿지 않은 상태로 남아있으며,베네수엘라의 마지막 약간의 처녀지 중 하나로 섬을 만들었다. 이 섬에는 관광 여행이 있다.

## 같이 보기
- 베네수엘라 연방 속지